# 京城スキャンダル
『京城スキャンダル』（けいじょうスキャンダル）は、韓国KBSにて2007年6月6日から8月1日まで放送されたテレビドラマである。
日本では、BSジャパンにて2008年6月19日から、BS11にて2009年8月14日から放送された。

## あらすじ
韓国併合時代、朝鮮は日本の統治下にあり、1930年代の京城（現在のソウル）には、西洋文化を謳歌する者たちと、祖国朝鮮の独立を切望する者たちがいた。
流行のスーツを着こなすワンは、京城一のプレイボーイを自負していた。どんな女でも10分で口説き落とすと豪語し、ヨギョンを口説き落とせなければ独立闘士になると宣言する。賭け馬にされたヨギョンは、頑固すぎる程に保守的な女性だった。ワンはヨギョンの扱いに手を焼くが、喧嘩を繰り返しながらも、互いに好意を持つようになる。しかし、ヨギョンが独立運動家として警察に目を付けられていたため、2人が親密になるにつれ、ワンも独立運動に関わらざるをえなくなる。ワンは、独立闘士だった兄を亡くしていたため、かたくなに運動家への道を拒む。同じ道を歩むことの出来ないヨギョンを、何度も忘れようとするが、その度にヨギョンへの思いが深まる。そんなある日、ワンはヨギョンが独立闘士になったと知り、ヨギョンを心配するあまり、その活動に加わる。そして、任務を遂行するなかで反日感情を強めていく。ワンは少年時代の友人スヒョンが朝鮮総督府の役人になり、親日家になりすまして独立闘士を続けていることを知る。ワンの兄の任務を引き継いだ重責に苦しむスヒョンを支えると決意する。そして、ヨギョンと結婚の約束をする。総督府首脳部が集まるパーティー会場で、ワンとスヒョンはテロを決行し、銃を乱射する。戦争義援金を満州に運ぶという任務を託されたヨギョンの前にワンが現れる。

## 登場人物
ソヌ・ワン（カン・ジファン）
富豪の御曹司で、小さな月刊誌の各員記者。日本留学を切り上げて帰国した定職も持たない遊び人。
ナ・ヨギョン（ハン・ジミン）
書店の娘で、夜間学校の教師。朝鮮最後の女と呼ばれるほど保守的で、強い愛国心を持つ。
イ・スヒョン（リュ・ジン）
総督府保安課のエリート役人。ワンの兄と共に祖国朝鮮の独立を目指し独立運動に献身していた。
チャ・ソンジュ（ハン・ゴウン）
高級料亭の女主人で、京城一の芸妓。ワンの親友だが、ヨギョンを独立闘士にした張本人。
イ・ガング（ユン・ギウォン）
カン・イノ（アン・ヨンジュン）
上田幸子（キム・ヘオク）
朝鮮総督の妻。
キム・タック（カン・ナムギル）

## スタッフ
- 演出：ハン・ジュンソ
- 原作：イ・ソンミ（「京城愛史」）
- 脚本：チン・スワン

## DVD・CD

### DVD
- 京城スキャンダル DVD-BOX1（2008年9月10日）
- 京城スキャンダル DVD-BOX2（2008年10月3日）
- 京城スキャンダル スペシャルDVD-B0X（2010年12月24日）

### CD
- 京城スキャンダル オリジナル・サウンド・トラック（DVD付）（2009年10月28日）